# Gravidez criptogênica
O termo gravidez criptogênica é usado por profissionais de saúde para descrever uma gravidez que não é reconhecida pela mulher grávida até que esteja em trabalho de parto ou tenha dado à luz. O termo também é usado online para uma forma especial de pseudociese (falsa gravidez), ou delírio de gravidez, em que uma mulher que não tem verificação médica de gravidez acredita que está grávida.

## Gravidezes criptogênicas médicas
A série de televisão I Didn't Know I Was Pregnant compartilhou as histórias de mulheres que vivenciaram gravidezes criptogênicas médicas. Elas não perceberam que estavam grávidas até entrarem em trabalho de parto ou terem dado à luz. Quase todas as histórias apresentadas envolveram mulheres que tiveram sangramentos intermitentes durante a gravidez que interpretaram erroneamente como menstruação, enquanto algumas citaram não ter ciclos menstruais regulares devido à síndrome dos ovários policísticos (SOP) ou outras condições associadas à infertilidade. As mulheres envolvidas muitas vezes não ganharam peso nem apresentaram outros sintomas importantes de gravidez, como enjoo matinal ou sensibilidade nos seios. As que apresentaram alguns sintomas de gravidez alegaram tê-los atribuído a uma condição pré-existente, afirmaram ter feito um teste de gravidez caseiro com resultado negativo, ou ambos.
Algumas das histórias envolveram mulheres que sabiam estar grávidas e sofreram um aborto espontâneo precoce, apenas para perceber que ainda estavam grávidas quando o bebê nasceu. É comum que, após o parto, a nova mãe perceba que havia alguns sinais de gravidez que ela havia ignorado. Para mulheres que tiveram uma gravidez típica, a suposição é de que não há como não "sentir" uma gravidez. No entanto, obstetras no programa explicaram que, dependendo da posição da placenta, as sensações de movimento do bebê podem ser mínimas. Em 2015, o derivado do programa, I Still Didn't Know I Was Pregnant, apresentou mulheres que haviam vivenciado múltiplas gravidezes criptogênicas médicas.

## Causas
As causas das gravidezes criptogênicas médicas podem ser fisiológicas, ou seja, não havia sintomas reconhecíveis de gravidez, ou podem ser devidas a problemas psicológicos. Por exemplo, a negação da gravidez é uma condição em que a mulher é mentalmente incapaz de aceitar que está grávida e pode passar parte ou toda a gravidez inconsciente de sua condição. Esse fenômeno às vezes é associado a outros diagnósticos de saúde mental. No entanto, a negação da gravidez representa apenas uma parte de todas as gravidezes desconhecidas.

## Epidemiologia
De acordo com um estudo de 2023, 1 em cada 475 gravidezes pode ser classificada como criptogênica, quando a gravidez não é descoberta até pelo menos 20 semanas.
Uma em cada 7.225 gravidezes permanece desconhecida até o momento do parto.